# Баландино (Омская область)
Баландино — деревня в составе Таврического района Омской области. Входит в состав Пристанского сельского поселения.

## Население
| 1926 | 2010 |
| ---- | ---- |
| 619  | ↘246 |

## История переселения на основе фрагментов из книг

#### Фрагмент из книги: «Переселенцы и переселенческое дело в Стерлитамакском уезде Уфимской губернии»
Описание переселения Баландиных из Уфимской губернии Аллагуватской области в Акмолинскую область
2. Посёлок Баландинский. 29 дворов. Населения 113 душ м. п. и 98 ж. п. Посёлок образовался в 1891 году. Переселенцы ранее, около 25 лет, проживали на душевом наделе башкир дер. Максютовой, арендовав только усадьбы по 4 рубля в год и выпас в 530 десятин за 70 рублей, а в 1891 г. перешли на свободную землю башкир этой же деревни и заарендовали на 12 лет участок в 533 дес. по 30 коп. за десятину. Выгон для скота арендуется отдельно без меры из душевого надела за 70 руб. в год. Арендованный участок башкиры предлагают переселенцам купить по 8 руб. за десятину, но крестьяне останавливаются, так как участок не особенно удобен, тянется в виде узкой полосы. Для удобства землепользования являлось бы вполне возможным часть свободного участка обменять на душевой надел башкир, на что большая часть последних согласна. Несогласие переселенцев вытекает между прочим ещё и из того, что половина их — молокане, не желающие прочно осесть. В зиму 96/97 года 10 семей уехали из посёлка в Акмолинскую область на заарендованные офицерские участки, некоторые ждут от них писем и при благоприятном отзыве рассчитывают также уйти. Переселенцы этого посёлка из семи губерний, но преимущественно из Тамбовской, Пензенской и Черниговской. Половина их причислена к волости, остальные — нет. Сельского общества новосёлы не составляют; в посёлке имеется 26 деревянных и 1 земляной дом, 83 лошади, 121 крупного, 516 мелкого рогатого скота, безлошадных 4, а имеющих по 1 лошади — 6 семей. Арендованной земли приходится в 15 дворах менее 5 десятин, а в 12 дворах — от 5 до 15 дес. на каждую мужскую душу; 2 двора в аренде земли не участвуют. Кроме того, 17 семей арендуют ещё отдельно пахотную землю из душевых наделов башкир. грамотных в посёлке 48 челочек, детей в школу не отдают, а учат дома свои старики (преимущественно в семьях молокан). В 1896 году сгорел хлебозапасный магазин с хлебом и 8 крестьянских дворов.

#### Фрагмент из книги «Омская епархия» Омск, 1900 г.
«С 1895 года в пределах прихода поселились последователи сект молоканской и штундобаптиской мужского пола 250 человек и женского пола 245 человек. У баптистов заметно сильное стремление настойчиво пропагандировать свое лжеучение, но православные относятся к последнему не сочувственно»

#### Фрагмент из книги «Казахская диаспора центральной Азии: история — культура — памятники»
Если аул до 1888 г. располагался в местности Коянды, у опушки леса, ближе к современному селу Баландино, то сегодня она намного дальше от реки, на месте современного расположения Байдалина. Это обстоятельство объясняется тем, что во время арендных торгов земель 10-верстной полосы вдоль левого берега Иртыша (в 1765 г. ввиду частых и самовольных переходов казахов на правый берег Иртыша командующий сибирскими линиями генерал Шпрингер «отмежевал» 10-верстную полосу вдоль левого берега Иртыша и запретил местным казахам приближаться к Иртышу и занимать эту полосу земли. Позднее разрешили за арендную плату кочевать на этих землях), степняки их проигрывали и были вынуждены откочевывать в глубь степи, в сторону «кыра». (У местных казахов «ыш» — это внутренняя сторона пограничной линии на правобережье Иртыша, а «кыр» — это земля Омского уезда Акмолинской области и других степных уездов и областей). 
В этот год приехало много русских переселенцев. По мнению старожила Сагнаева Мукана, этими местами управлял казачий атаман по имени Шарап Сакауский. Бывшие его хозяева, потомки Байтуяка стали платить за пользование своими бывшими землями арендную плату. Именно в это же время здесь появляются переселенческие деревни молакан — Баландино, Романтеево…